# Dillenia ochreata
Dillenia ochreata är en tvåhjärtbladig växtart som beskrevs av Johannes Elias Teijsmann och Binn. Dillenia ochreata ingår i släktet Dillenia och familjen Dilleniaceae. Inga underarter finns listade i Catalogue of Life.